# سیوخ
سیوخ (به لاتین: Siukh) یک منطقهٔ مسکونی در روسیه است که در داغستان واقع شده‌است.